# Gundolf Fleischer
Gundolf-Joachim Fleischer (* 22. Juli 1943 in Wechselburg, heute Landkreis Mittelsachsen/Sachsen) ist ein deutscher Jurist und Politiker (CDU).

## Leben
Fleischers Großvater Paul Fleischer war Mitglied der verfassungsgebenden Weimarer Nationalversammlung und Reichstagsabgeordneter. Seine Mutter, Marie-Agnes Gräfin von Schönburg-Glauchau, gehörte der westsächsischen Adelsfamilie Schönburg an. Fleischer verbrachte seine Jugend in Südbaden, wo er in Donaueschingen die Volksschule und das Fürstenberg-Gymnasium besuchte. Später wechselte er ans Berthold-Gymnasium in Freiburg im Breisgau, wo er 1962 das Abitur ablegte. Danach studierte er Geschichte und Philosophie und ab 1963 Rechtswissenschaften an der Albert-Ludwigs-Universität Freiburg. In Freiburg wurde er Mitglied der katholischen Studentenverbindung KDStV Hohenstaufen Freiburg im Breisgau im CV. Später wurde er noch Mitglied der KAV Capitolina Rom. 1967 und 1971 legte er seine Staatsprüfungen ab. Dann war er Wissenschaftlicher Assistent am Kriminologischen Institut in Freiburg.
Seine politische Karriere begann 1970 mit dem Eintritt in die CDU. Im selben Jahr wurde er Gemeinderat in Ebnet, heute ein Stadtteil von Freiburg und drei Jahre später wurde er Kreisrat im Landkreis Breisgau-Hochschwarzwald, dem er bis 1990 angehörte. 1975 wurde er für vier Jahre zum Generalsekretär seiner Partei in Baden-Württemberg gewählt.
1976 wurde Fleischer in den Landtag von Baden-Württemberg gewählt, dem er bis 2011 angehörte. Dort war er zeitweilig stellvertretender Vorsitzender der CDU-Fraktion.
Im Juni 1988 holte ihn Ministerpräsident Lothar Späth in sein Kabinett. Zunächst war er bis September 1989 politischer Staatssekretär im Staatsministerium, dann im Ministerium für Wirtschaft, Mittelstand und Technologie und von Juli 1990 bis Juni 1992, zuletzt unter Ministerpräsident Erwin Teufel, politischer Staatssekretär im Innenministerium. Nach der Landtagswahl 2006 holte Ministerpräsident Günther Oettinger Fleischer in sein Kabinett und übertrug ihm das Amt des Staatssekretärs im Finanzministerium. Fleischer trat von diesem Amt am 11. Februar 2010 zurück und beendete seine Tätigkeit als Finanzstaatssekretär zeitgleich mit dem Ende der Regierungszeit von Ministerpräsident Oettinger.
Am 11. Februar 2010 teilte Fleischer mit, dass er für eine Neuberufung ins Kabinett Mappus nicht zur Verfügung stehe. Fleischer behielt sein Landtagsmandat bis zum Ende der Legislaturperiode. Er war einer der Landtagsabgeordneten in Baden-Württemberg mit einer der längsten Amtszeiten.

### Kabinettsmitgliedschaften
- Kabinett Späth IV 1988–1991, Politischer Staatssekretär im Staatsministerium, Politischer Staatssekretär im Ministerium für Wirtschaft, Mittelstand und Technologie, Politischer Staatssekretär im Innenministerium
- Kabinett Teufel I 1991–1992, Politischer Staatssekretär im Innenministerium
- Kabinett Oettinger II 2006–2010, Politischer Staatssekretär im Finanzministerium

## Wirken
Fleischer, der nicht verheiratet ist, übt nach Auslaufen seiner politischen Mandate mehrere Ehrenämter aus. So ist er unter anderem Präsident des Badischen Sportbundes in Freiburg, Vizepräsident des Landessportverbandes Baden-Württemberg, Vorsitzender des Olympiastützpunkts Freiburg-Schwarzwald und Präsident des Nordic-Center Notschrei.
Seit mehr als 40 Jahren engagiert sich Fleischer ununterbrochen für den Caritasverband Freiburg Stadt. Seit 2003 ist er ehrenamtlicher Aufsichtsratsmitglied und in dieser Zeit wuchs der Freiburger Stadtverband der Caritas von 200 auf über 1.700 hauptamtliche Mitarbeitende in mehr als 70 Diensten und Einrichtungen. Er war Initiator zahlreicher Engagements wie inklusive Sportveranstaltungen und inklusive Gastronomiebetriebe, wie dem Café Inklusiv im Münsterforum im ehemaligen Andlauschen Haus. Als Präsident des Badischen Sportbundes setzte er sich für die Förderung des Behindertensports ein.
Gundolf Fleischer engagiert sich für zahlreiche Initiativen im Heiligen Land. 1982 wurde er von Kardinal-Großmeister Maximilien de Fürstenberg zum Ritter des Ritterordens vom Heiligen Grab zu Jerusalem ernannt und am 8. Mai 1982 in der Kirche Maria in der Zarten in Hinterzarten bei Freiburg in die Deutsche Statthalterei investiert. 

## Kritik
Im Frühjahr 2010 wurden nach Berichten von Spiegel und Stuttgarter Zeitung Korruptionsvorwürfe gegen Fleischer laut. Der Kiesabbau für ein Hochwasserbauprojekt am Oberrhein sei trotz Empfehlung des Bundesrechnungshofs um zwei Jahren verzögert worden, da eine Gruppe von Kies- und Straßenbauunternehmen aus Fleischers Wahlkreis nicht zum Zuge gekommen wäre. Später wurde bekannt, dass Fleischer ehrenamtlich im Unternehmensbeirat der Alcadama GmbH sitzt. Diesem Unternehmen gehört die Schotterwerk GmbH, eines der Schotterwerke, die sich um Aufträge im Rahmen des Hochwasserschutzprojektes beworben hatten. 2006 hatte es eine Spende über 10.500 Euro an Fleischers CDU-Kreisverband überwiesen. Die SPD forderte im Landtag daraufhin Fleischers Rücktritt und erhob schwere Vorwürfe gegen ihn.
Vorermittlungen der Staatsanwaltschaft Freiburg ergaben, dass für eine Unrechtsvereinbarung zwischen Fleischer und einem Kies- und Bauunternehmen keinerlei Anhaltspunkte vorlagen. Deshalb wurde „mangels Vorliegen eines Anfangsverdachts“ auch kein Ermittlungsverfahren gegen Fleischer eingeleitet.
Die Badische Zeitung und der Freiburger Wochenbericht mussten in einer „Unterlassungs- und Verpflichtungserklärung“ bzw. „einer Richtigstellung“ gegen Fleischer erhobene Korruptionsvorwürfe zurücknehmen.

## Ehrungen und Auszeichnungen
- 1980: Verdienstkreuz am Bande des Verdienstordens der Bundesrepublik Deutschland
- 1982: Ritter des Ritterordens vom Heiligen Grab zu Jerusalem
- 1988: Verdienstkreuz 1. Klasse des Verdienstordens der Bundesrepublik Deutschland
- 1999: Großes Verdienstkreuz des Verdienstordens der Bundesrepublik Deutschland
- 2023: Komtur des Päpstlichen Gregoriusordens